# Comuna de Grudziądz
Grudziądz (polaco: Gmina Grudziądz) é uma gminy (comuna) na Polónia, na voivodia de Cujávia-Pomerânia e no condado de Grudziądzki. A sede do condado é a cidade de Grudziądz.
De acordo com os censos de 2007, a comuna tem 11 134 habitantes, com uma densidade 66,7 hab/km².

## Área
Estende-se por uma área de 166,93 km², incluindo:
- área agricola: 64%
- área florestal: 21%

## Demografia
Dados de 21 de Maio 2007:
|                      | Total   | Total | Mulheres | Mulheres | Homens  | Homens |
| -------------------- | ------- | ----- | -------- | -------- | ------- | ------ |
|                      | pessoas | %     | pessoas  | %        | pessoas | %      |
| População            | 11 134  | 100   | 5599     | 50,3     | 5535    | 49,7   |
| Densidade (pop./km²) | 66,7    | 100   | 33,5     | 33,5     | 33,2    | 33,2   |

De acordo com dados de 2005, o rendimento médio per capita ascendia a 1616,25 zł.